# Lumbrineridae
Lumbrineridae zijn een familie van borstelwormen (Polychaeta).

## Taxonomie
De volgende geslachten zijn bij de familie ingedeeld:
- Abyssoninoe Orensanz, 1990
- Aotearia Benham, 1927
- Augeneria Monro, 1930
- Cenogenus Chamberlin, 1919
- Eranno Kinberg, 1864
- Gallardoneris Carrera-Parra, 2006
- Gesaneris Carrera-Parra, 2006
- Helmutneris Carrera-Parra, 2006
- Hilbigneris Carrera-Parra, 2006
- Kuwaita Mohammad, 1973
- Loboneris Carrera-Parra, 2006
- Lumbricalus Frame, 1992
- Lumbrinerides Orensanz, 1973
- Lumbrineriopsis Orensanz, 1973
- Lumbrineris Blainville, 1828
- Lysarete Kinberg, 1865
- Ninoe Kinberg, 1865
- Ophiuricola Ludwig, 1905
- Paraninoe Levenstein, 1977
- Scoletoma Blainville, 1828
- Sergioneris Carrera-Parra, 2006